# 細川隆英
細川 隆英（ほそかわ たかひで、1909年 - 1981年5月23日）は、日本の植物学者。戦前に南方諸島の植物地理学を研究した。

## 略歴
熊本に生まれた。おじに政治評論家の細川隆元がいる。1932年に台北帝国大学理農学部を卒業し、台北帝国大学の助手、講師を務めた。南方諸島の植物地理学を研究し、日本の植物区系の区分線として小笠原の南に細川線を提唱した。終戦後、国立台湾大学に改称された大学にしばらく講師として留まった後、1946年に日本に帰国、熊本師範学校教授を経て、熊本女子専門学校教授。1948年から九州大学助教授となり、1973年まで九州大学で教えた。九州大学時代はブナ林の蘚苔類の研究も行った。
クロウメモドキ科の種 Alphitonia carolinensis Hosok. やスベリヒユ科の Portulaca insularis Hosok. を記載した。

## 著作
- 南方熱帯の植物概観 朝日新聞社 (1943)
- 生物の分類と生態 研究社 (1952)
- 福岡県の自然 : 自然の現状と保護対策  細川隆英 監修 ; 福岡県の自然を守る会 著 福岡県の自然を守る会 (1973)